# Ciclism

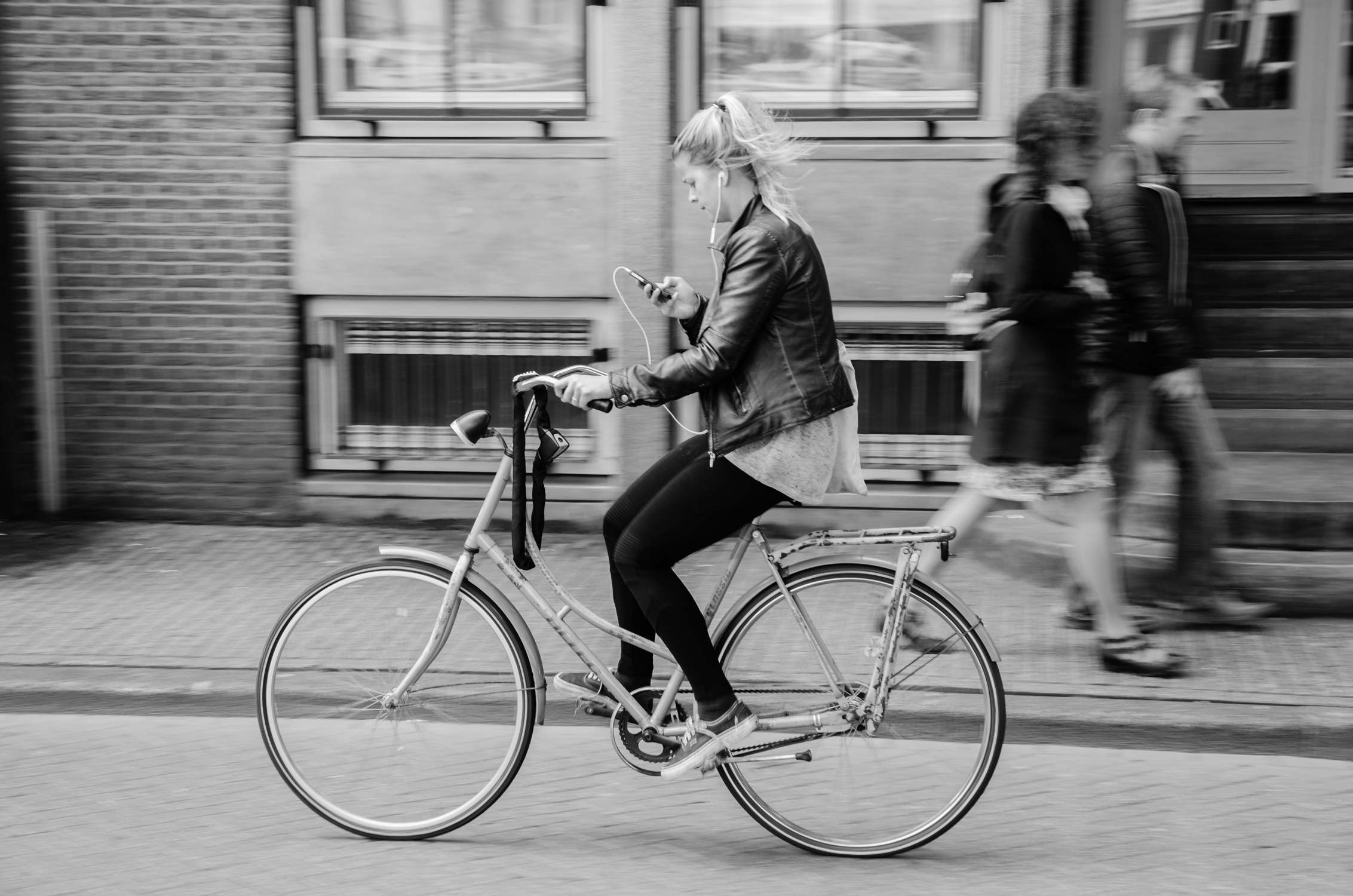
Ciclism

Ciclismul sau mersul pe bicicletă este activitatea de a conduce o bicicletă sau alte tipuri de vehicule acționate cu pedale și propulsate de forță umană (monociclu, bicicletă, tricicletă). Ciclismul este practicat în întreaga lume în diverse scopuri, precum transport, recreere, exercițiu fizic și sport de competiție.

## Istorie
Ciclismul a devenit popular în Europa și America de Nord în a doua parte și, mai ales, în ultimul deceniu al secolului al XIX-lea. Astăzi, peste 50% din populația lumii știe să meargă pe bicicletă.
Oamenii merg cu bicicleta la serviciu încă din perioada de glorie a bicicletei din anii 1890. În Europa, mersul la serviciu cu bicicleta a rămas obișnuit până la sfârșitul anilor 1950.

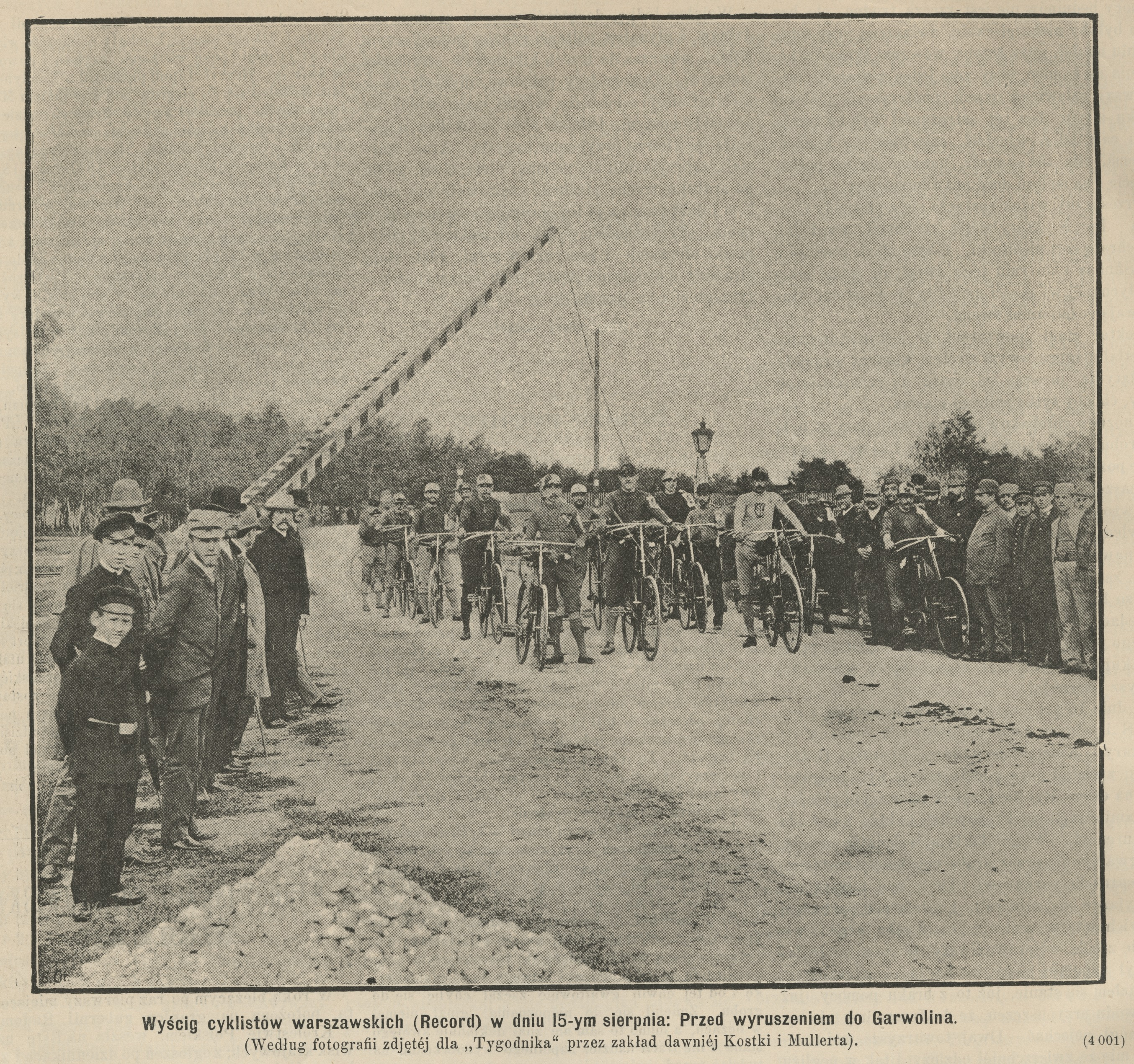
Înainte de începerea cursei de biciclete Varșovia – Garwolin în 1891

Prima cursă documentată de ciclism a fost o cursă de 1.200 de metri, care a avut loc pe 31 mai 1868, în Parcul Saint-Cloud din Paris. Acesta a fost câștigat de englezul expatriat James Moore, care a condus o bicicletă cu anvelope din cauciuc solid.
Ciclismul ca activitate recreativă a devenit organizat la scurt timp după apariția curselor. În primii săi ani, ciclismul a oferit ocazia de a aduce împreună femei și bărbați fără supraveghere, în special după anii 1880, când mersul pe bicicletă a devenit mai accesibil datorită invenției bicicletei Rover Safety (primul tip de bicicletă cu două roți egale, lanț și cadru stabil, asemănătoare cu bicicleta modernă). Această situație, împreună cu evoluția vestimentației feminine pentru ciclism (mai puțin acoperitoare și restrictivă) a stârnit reacții publice de alarmă față de posibilul „haos moral”.

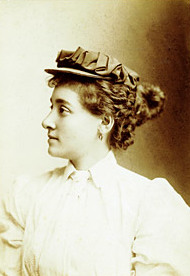
Annie Londonderry

În 1895, Annie Londonderry a devenit prima femeie care a făcut înconjurul lumii pe bicicletă, într-o călătorie ce a durat 15 luni.
La 4 martie 1915 a fost înființată societatea pentru construirea pistelor de biciclete din Țările de Jos. Unii oameni considerau că traficul motorizat, în creștere rapidă la începutul secolului al XX-lea, era atât de periculos pentru bicicliștii care foloseau bicicleta în scop recreativ, încât doreau construirea unei infrastructuri separate pentru ciclism. Traseele nu urmau să fie conectate la drumurile pentru vehicule, fiind gândite în principal pentru plimbare și recreere, deci nu cele mai scurte rute, ci cele mai plăcute.

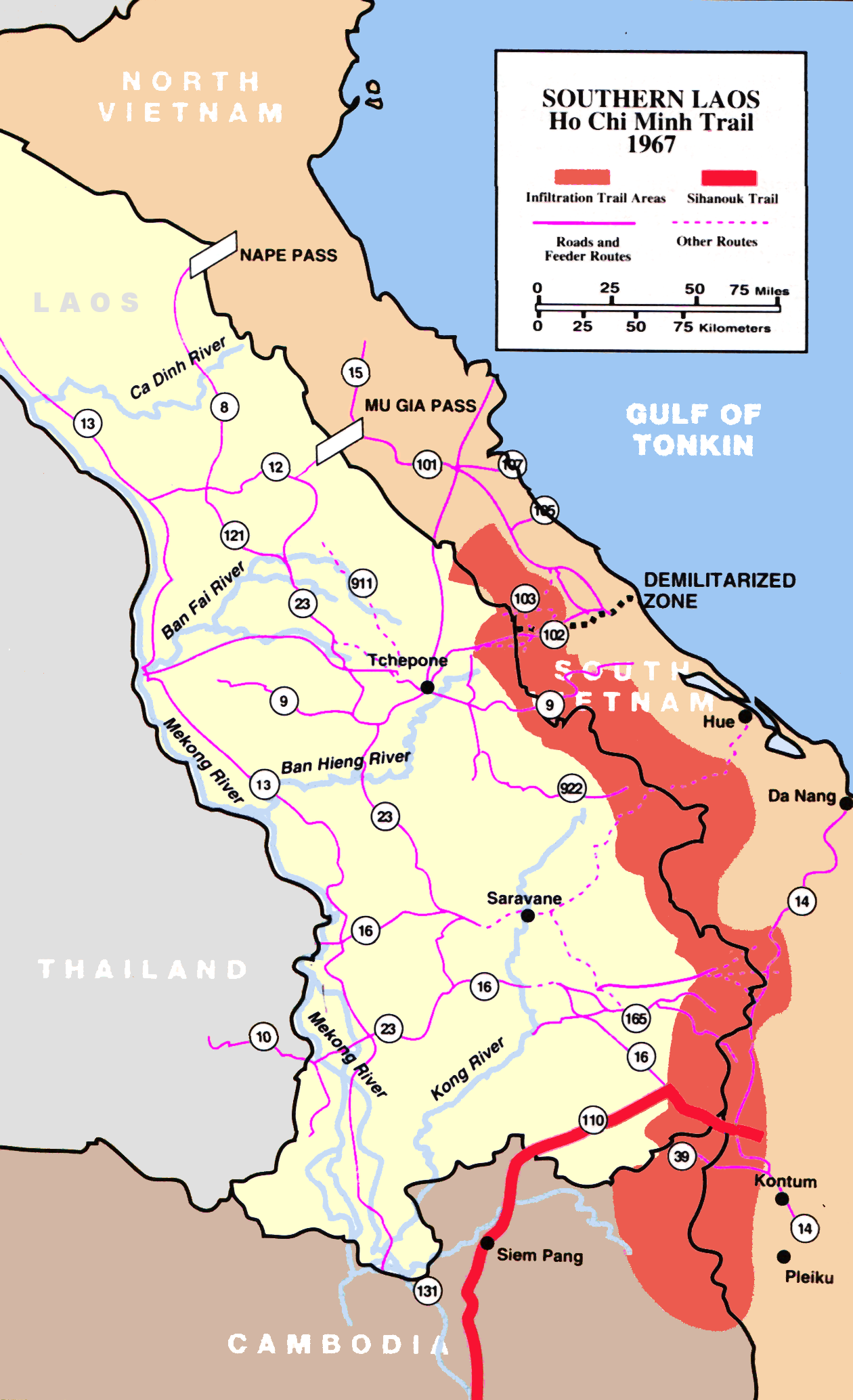
Traseul Ho Chi Minh din 1967

În război, bicicleta a fost folosită ca mijloc de recunoaștere, precum și pentru transportul soldaților și al proviziilor către zonele de luptă. În acest sens, ea a preluat multe dintre funcțiile logisticii de război. În timpul celui de-al Doilea Război al Burilor ambele tabere au folosit biciclete pentru recunoaștere. În Primul Război Mondial, Franța, Germania, Australia și Noua Zeelandă au folosit biciclete pentru deplasarea trupelor. În invazia Chinei din 1937, Japonia a utilizat aproximativ 50.000 de soldați pe biciclete. În al Doilea Război Mondial, Germania și Japonia au folosit din nou biciclete, iar britanicii aveau trupe de comando dotate cu biciclete pliabile. În Războiul din Vietnam, forțele comuniste au utilizat pe scară largă bicicletele ca mijloace de transport pentru marfă de-a lungul Traseului Ho Chi Minh. Ultima țară cunoscută care a menținut un regiment de trupe pe bicicletă a fost Elveția, care și-a desființat ultima unitate în 2003. Deși în războiul modern impactul bicicletelor este considerabil mai redus, ele continuă să fie folosite în contexte specifice. Forțele de apărare finlandeze pregătesc în continuare toți recruții pentru utilizarea bicicletelor și a schiurilor, ca parte a antrenamentului în condiții de teren dificil. În unele unități americane, parașutiștii folosesc biciclete de munte pliabile în operațiuni aeropurtate pentru mobilitate rapidă după aterizare. Mai recent, în timpul invaziei rusești în Ucraina, forțele ucrainene au folosit biciclete electrice pentru a transporta lansatoare antitanc de tip NLAW.
Astăzi, mulți oameni aleg să meargă cu bicicleta la muncă din diverse motive, inclusiv pentru sănătate, preocupări legate de mediu, comoditate, economie sau pur și simplu pentru plăcerea de a pedala. Unele locuri de muncă oferă facilități pentru angajații care vin cu bicicleta, precum dușuri, vestiare și tipuri de parcare pentru biciclete.

## Echipament

Utilizarea retroflectorului și ochiului de pisică. Zi și noapte

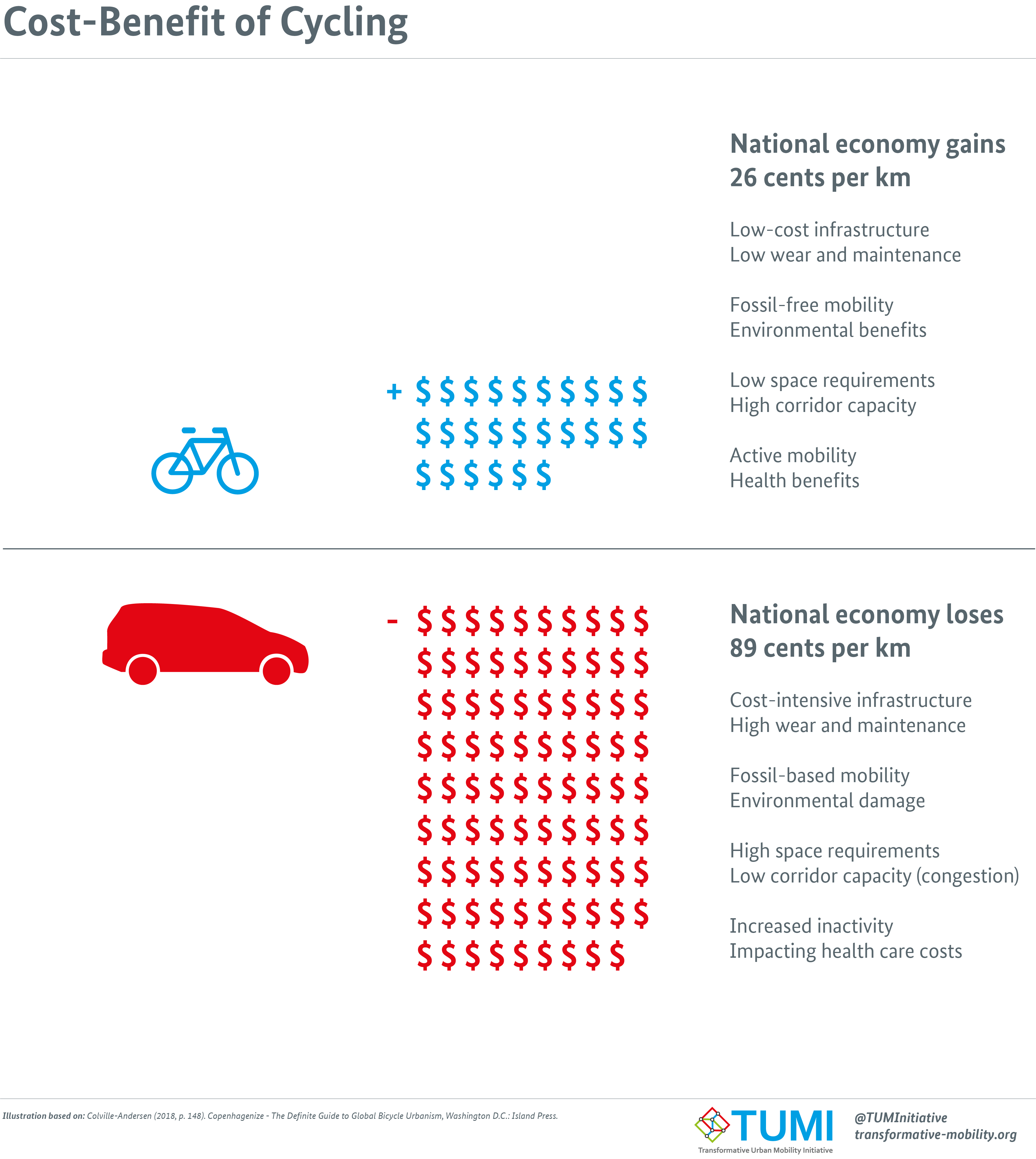
Cost-Beneficiu al ciclismului

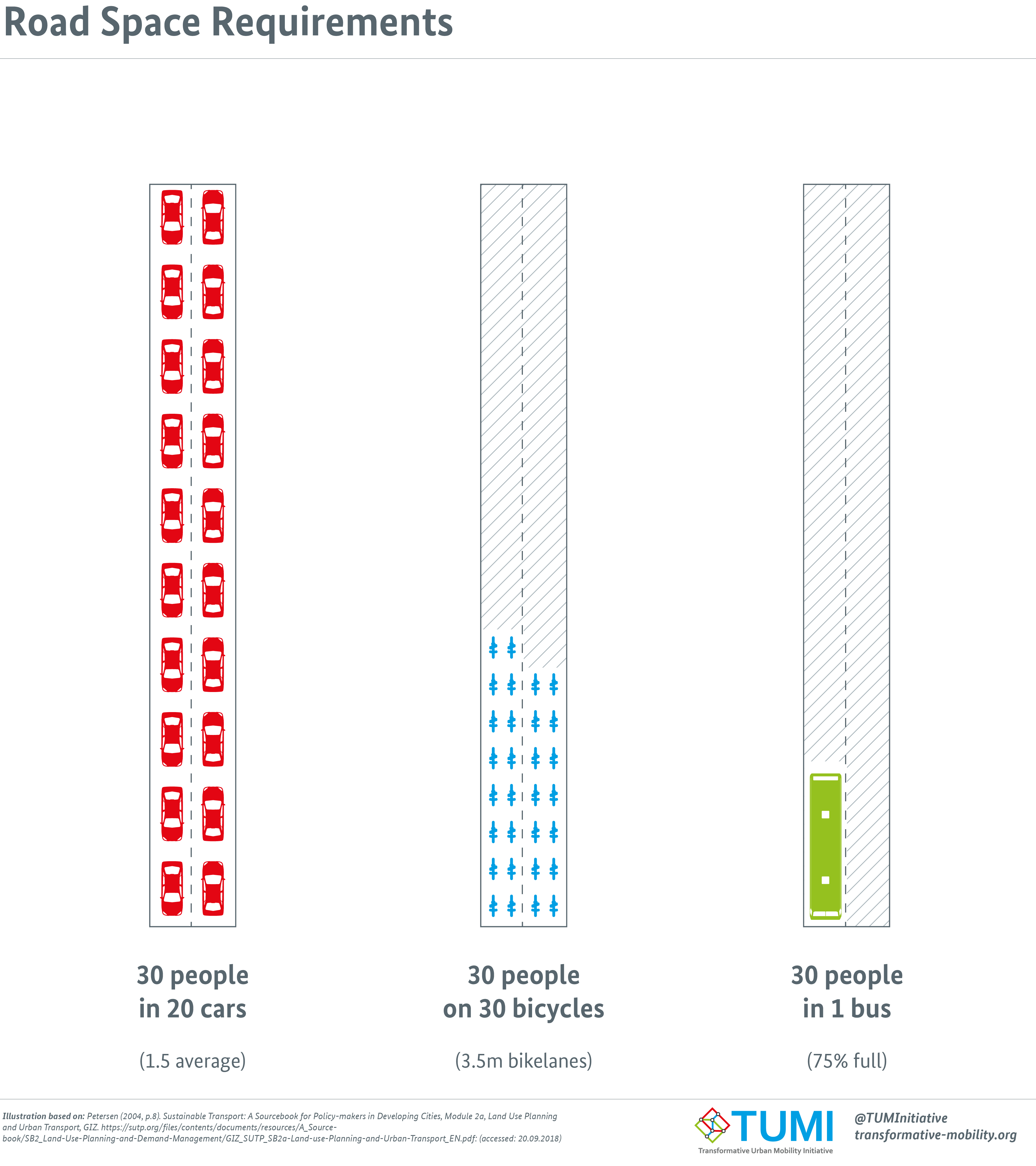
Spațiul rutier necesar al bicicletei (centru) în raport cu mașina (stânga) și autobuzul (dreapta).

În multe țări, cel mai frecvent utilizat vehicul pentru transportul rutier este bicicleta utilitară. Acestea au cadre cu o geometrie relaxată, care protejează ciclistul de șocurile drumului și ușurează manevrarea la viteze mici. Bicicletele utilitare sunt adesea echipate cu accesorii precum apărători de noroi, portbagaje și lumini, ceea ce le face foarte practice în utilizarea zilnică. În Europa, Danemarca și Țările de Jos au cel mai mare număr de biciclete pe cap de locuitor și folosesc cel mai frecvent bicicleta în viața de zi cu zi.
Bicicletele de șosea tind să aibă o formă mai verticală și un ampatament mai scurt, ceea ce le face mai agile, dar mai greu de utilizat la viteze mici. Designul acestora, combinat cu ghidonul jos sau curbat, obligă ciclistul să se aplece în față, folosind mușchi mai puternici (gluteus maximus) și reducând rezistența la aer la viteze mari. Astfel, bicicletele de șosea sunt proiectate pentru viteză și eficiență pe drumuri asfaltate. Ele se remarcă prin cadre ușoare, anvelope subțiri, ghidoane curbate și șei înguste. Acestea sunt folosite pentru ciclism pe distanțe lungi și antrenament pentru fitness.
Alte tipuri de biciclete includ: biciclete pentru drumuri pietruite sau trasee ușoare care pot fi folosite și pe asfalt; biciclete montane destinate terenurilor accidentate și denivelate; biciclete electrice (e-bikes) ce au motor. Este recomandat ca bicicleta să fie testată și adaptată ciclistului înainte de achiziție.
Pentru reparații și întreținere de bază, cicliștii pot transporta o pompă (sau un cartuș de CO₂), un kit pentru peticirea puncțiilor, un tub interior de rezervă, pârghii pentru anvelope și un set de chei imbus. Ciclismul poate fi mai eficient și mai confortabil cu încălțăminte, mănuși și pantaloni speciali. Pe vreme umedă, experiența devine mai suportabilă cu haine impermeabile, cum ar fi pelerină, jachetă, pantaloni și încălțăminte de protecție. Îmbrăcămintea reflectorizantă este recomandată pentru a reduce riscurile.
În anumite jurisdicții, anumiți echipamente sunt obligatorii prin lege sau sunt adoptate voluntar pentru siguranță, cum ar fi:
- cască de protecție;
- lumini cu baterii sau dinam (generator electric);
- dispozitive reflectorizante;
- dispozitive de semnalizare auditivă;
- anvelope cu crampoane.

## Infrastructură

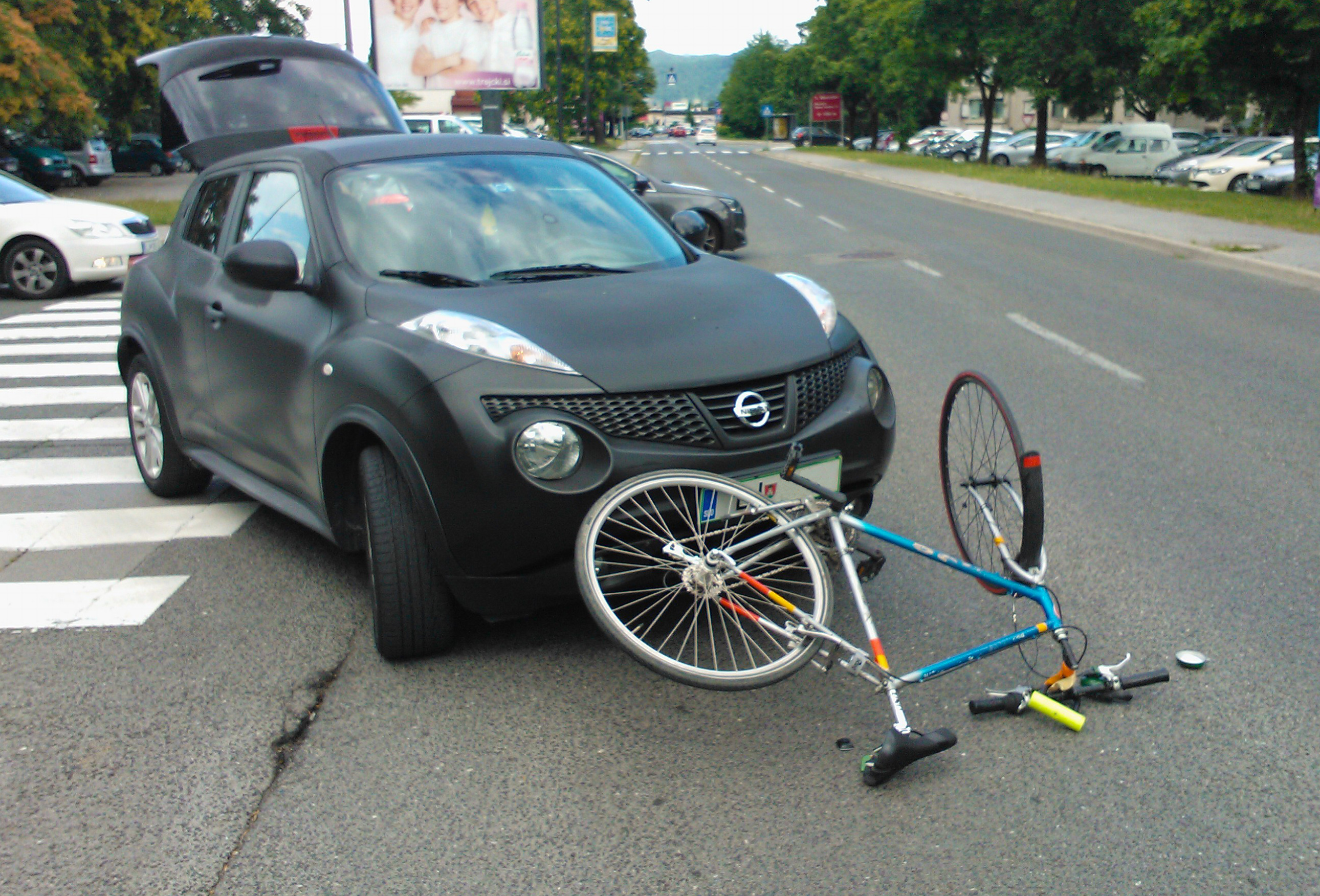
Incident în care un biciclist a fost lovit de o mașină

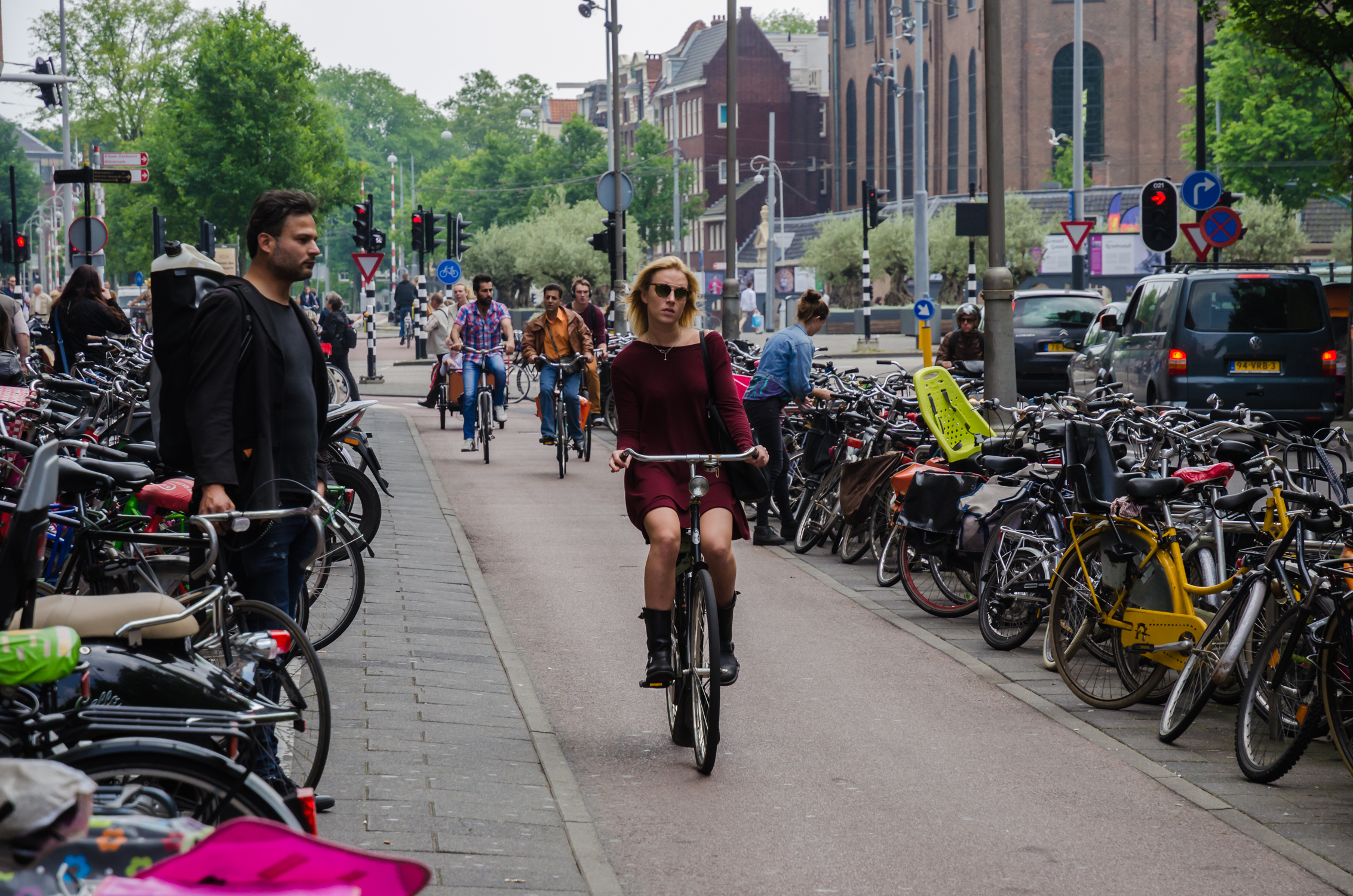
O pistă de biciclete în Amsterdam

Cicliștii, pietonii și șoferii au cerințe diferite în ceea ce privește proiectarea drumurilor, ceea ce poate duce la conflicte. Unele jurisdicții acordă prioritate traficului motorizat, de exemplu prin implementarea sistemelor de sensuri unice, a virajelor la dreapta permise fără oprire, a sensurilor giratorii de mare capacitate și a benzilor de accelerare. Alte jurisdicții împart prioritatea cu cicliștii, pentru a încuraja mersul pe bicicletă, prin aplicarea unor măsuri de calmare a traficului care limitează impactul transportului motorizat, precum și prin construirea de benzi pentru biciclete, piste și trasee dedicate.
Infrastructura pentru biciclete variază considerabil între orașe și țări, în special deoarece ciclismul utilitar se desfășoară aproape exclusiv pe drumuri publice. În unele orașe se regăsește o infrastructură extinsă pentru ciclism, aceasta este tratată diferit din punct de vedere legal, inclusiv în ceea ce privește răspunderea în caz de coliziune.
Mai multe orașe, printre care Paris, Londra și Barcelona, au implementat sisteme de închiriere de biciclete menite să faciliteze deplasarea în oraș. Acestea folosesc de obicei biciclete utilitare urbane care se blochează în stații-dock și pot fi eliberate prin plata unei taxe pentru o anumită perioadă de timp. Costurile variază de la oraș la oraș. În Londra, accesul la sistem costă 2 lire pe zi, primele 30 de minute ale fiecărei călătorii fiind gratuite, după care se percepe 2 lire pentru fiecare interval suplimentar de 30 de minute, până la returnarea bicicletei.
Olanda are aproximativ 35.000 km de piste pentru biciclete separate de traficul motorizat, echivalentul a un sfert din rețeaua rutieră totală a Olandei (140.000 km). Acest model contribuie la salvarea a aproximativ 6.000 de vieți anual, crește speranța de viață cu 6 luni, economisește aproximativ 20 de milioane de dolari pe an și previne emisia a 150 de grame de CO₂ pentru fiecare kilometru parcurs pe bicicletă.

## Tipuri

### Ciclism utilitar

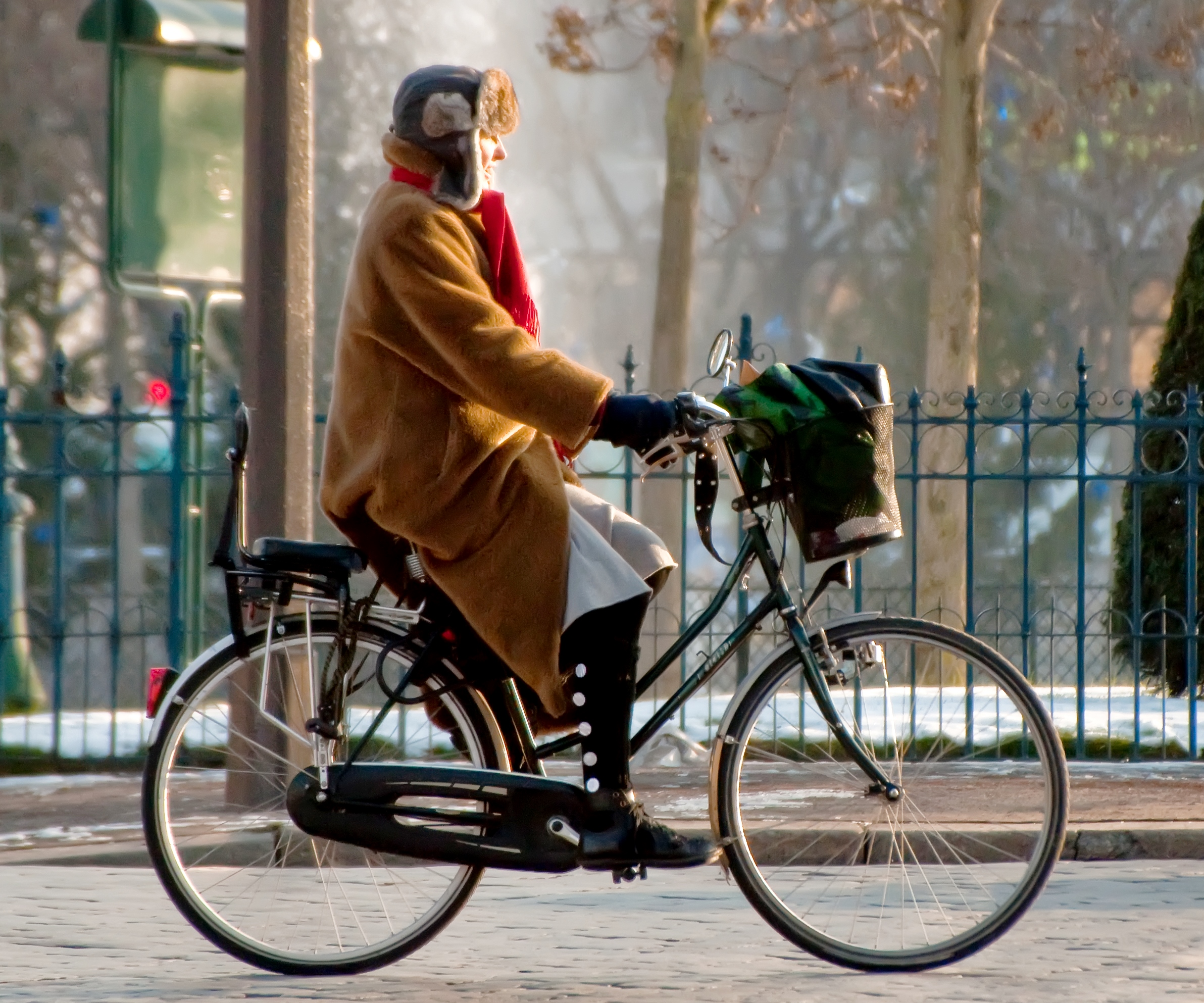
Bicicletă europeană

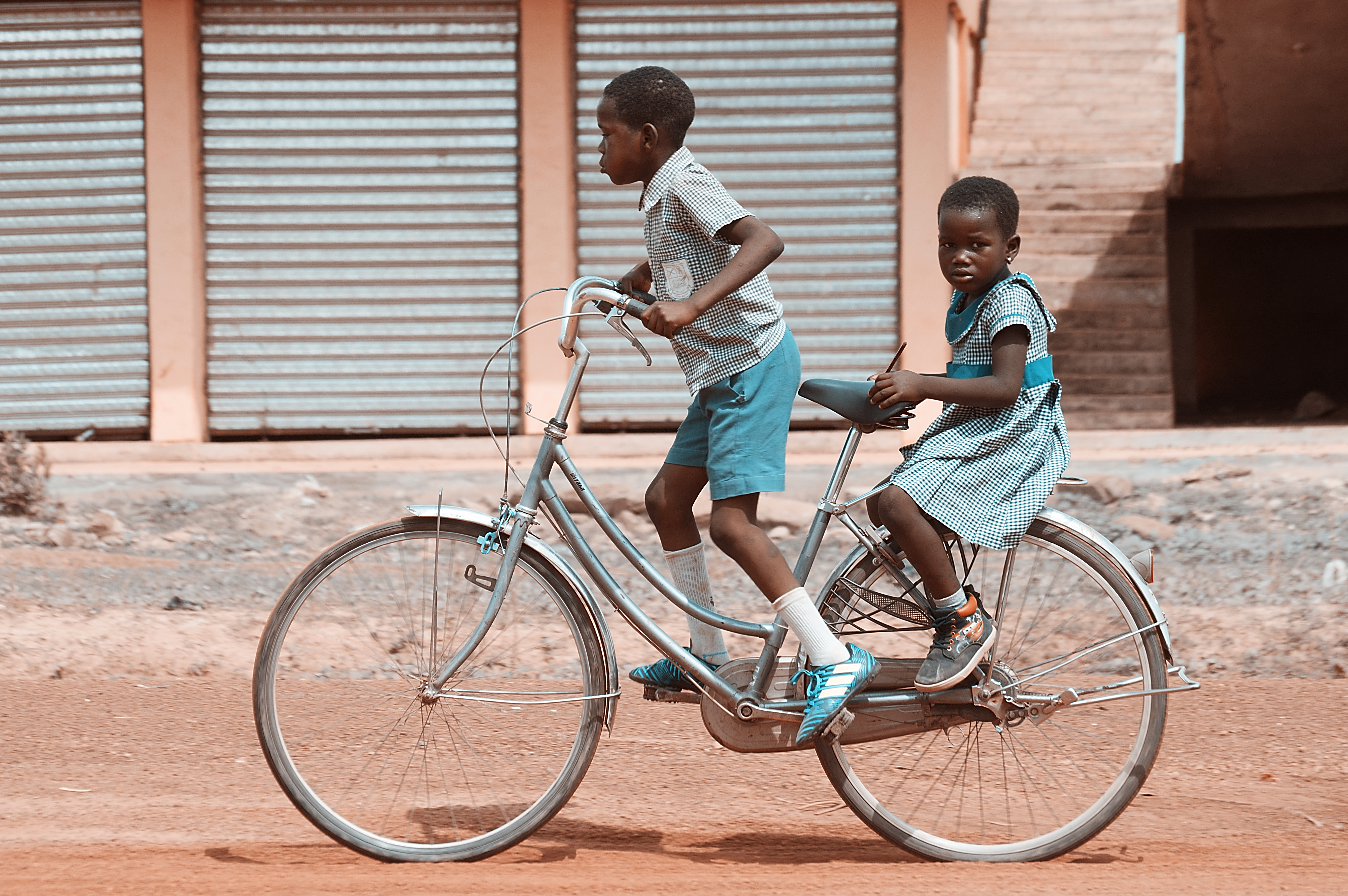
Copiii ce merg cu bicicleta în Ghana

Ciclismul utilitar se referă atât la utilizarea bicicletei ca mijloc de transport zilnic pentru navetă, cât și la folosirea acesteia în activități comerciale, în principal pentru transportul de bunuri, cel mai adesea în mediul urban.
Serviciile poștale din multe țări s-au bazat de mult timp pe biciclete. Royal Mail din Marea Britanie a început să folosească biciclete în 1880; în prezent, flotele de livrare cu biciclete includ 37.000 în Regatul Unit, 25.700 în Germania, 10.500 în Ungaria și 7.000 în Suedia. Serviciul de Ambulanță din Londra a introdus recent paramedici pe bicicletă, care reușesc adesea să ajungă mai rapid la locul unui incident în centrul Londrei decât o ambulanță motorizată. Utilizarea bicicletelor de către poliție este în creștere, întrucât acestea oferă acces sporit în zonele pietonale și cele dedicate bicicletelor, și permit deplasarea chiar și atunci când drumurile sunt congestionate.
Bicicletele sunt folosite pe scară largă ca vehicule de livrare în multe țări. În Regatul Unit și America de Nord, generații întregi de adolescenți și-au început primele locuri de muncă livrând ziare cu bicicleta. Majoritatea orașelor din Occident  au industrie vizibilă de curieri pe bicicletă, care livrează documente, colete mici și mâncare.

### Ciclism recreațional

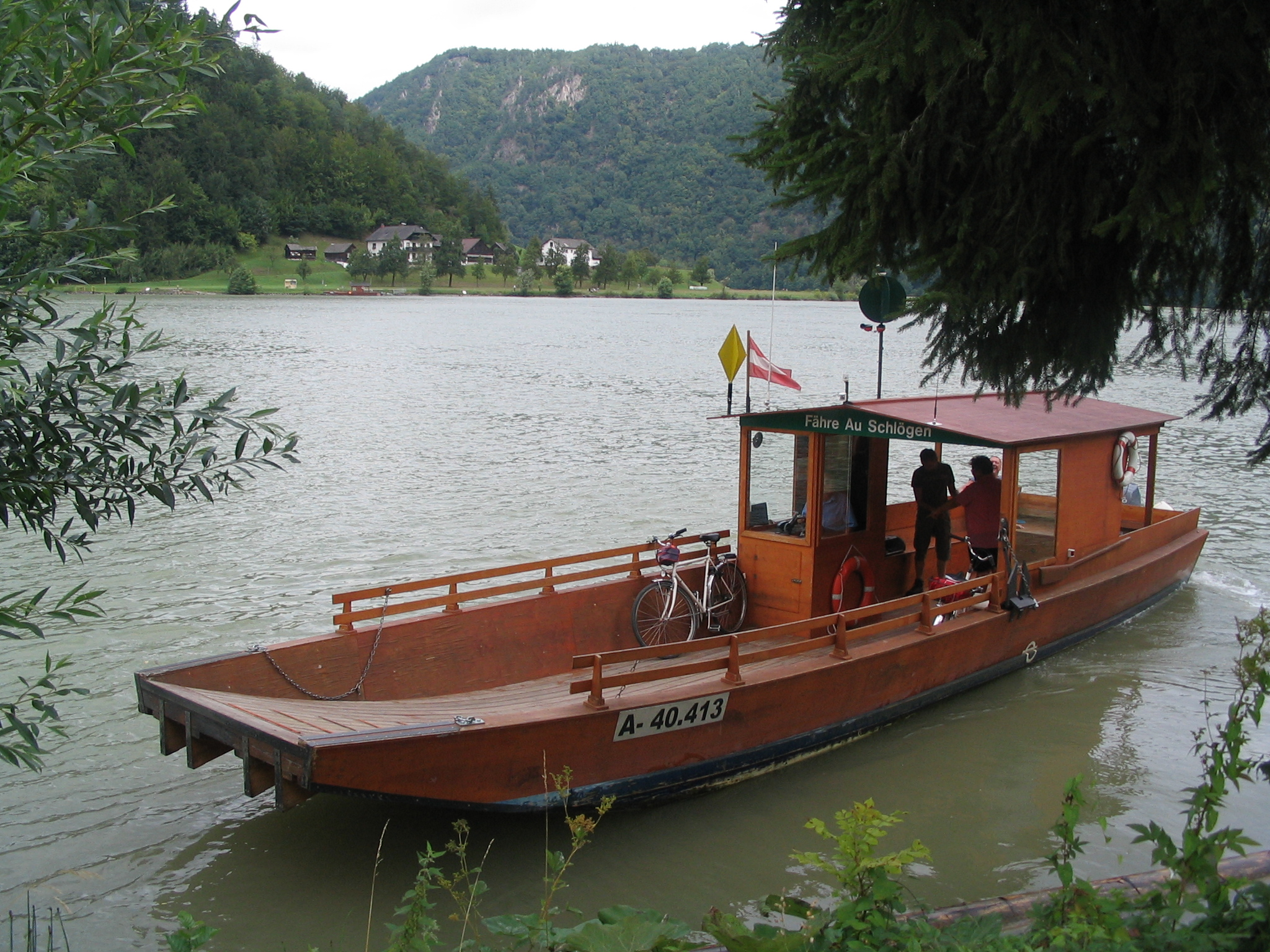
Feribot pentru bicicliști pe Dunăre

Bicicletele sunt folosite în scop recreativ la orice vârstă. Turismul pe bicicletă, cunoscut și sub numele de cicloturism, implică excursii, explorare sau vizitare de obiective turistice cu bicicleta, în scop de relaxare. Turismul ciclist este unul dintre cele mai populare sporturi cu beneficii recreative. În timpul mersului, cicliștii țin cont de siguranța rutieră, existența pistelor pentru biciclete, calitatea suprafeței drumului, diversitatea peisajului și lungimea traseului. Astfel, mediul joacă un rol major în decizia oamenilor de a practica turismul pe bicicletă. Un studiu realizat în Taiwan a arătat că îmbunătățirea calității mediului pentru turiștii cicliști a generat beneficii de sănătate atât pentru vizitatori, cât și pentru localnici. Numărul cicliștilor din Taiwan a crescut de la 700.000 în 2008 la 5,1 milioane în 2017, ceea ce a dus la dezvoltarea unui număr mai mare de trasee pentru biciclete, mai sigure și mai bine întreținute. Studiul a folosit chestionare și analize statistice și a identificat cei mai importanți 5 factori pe care cicliștii îi iau în considerare înainte de a alege să meargă în tură: siguranța, iluminatul, designul pistelor, peisajul din jur și curățenia mediului.

### Ciclism sportiv

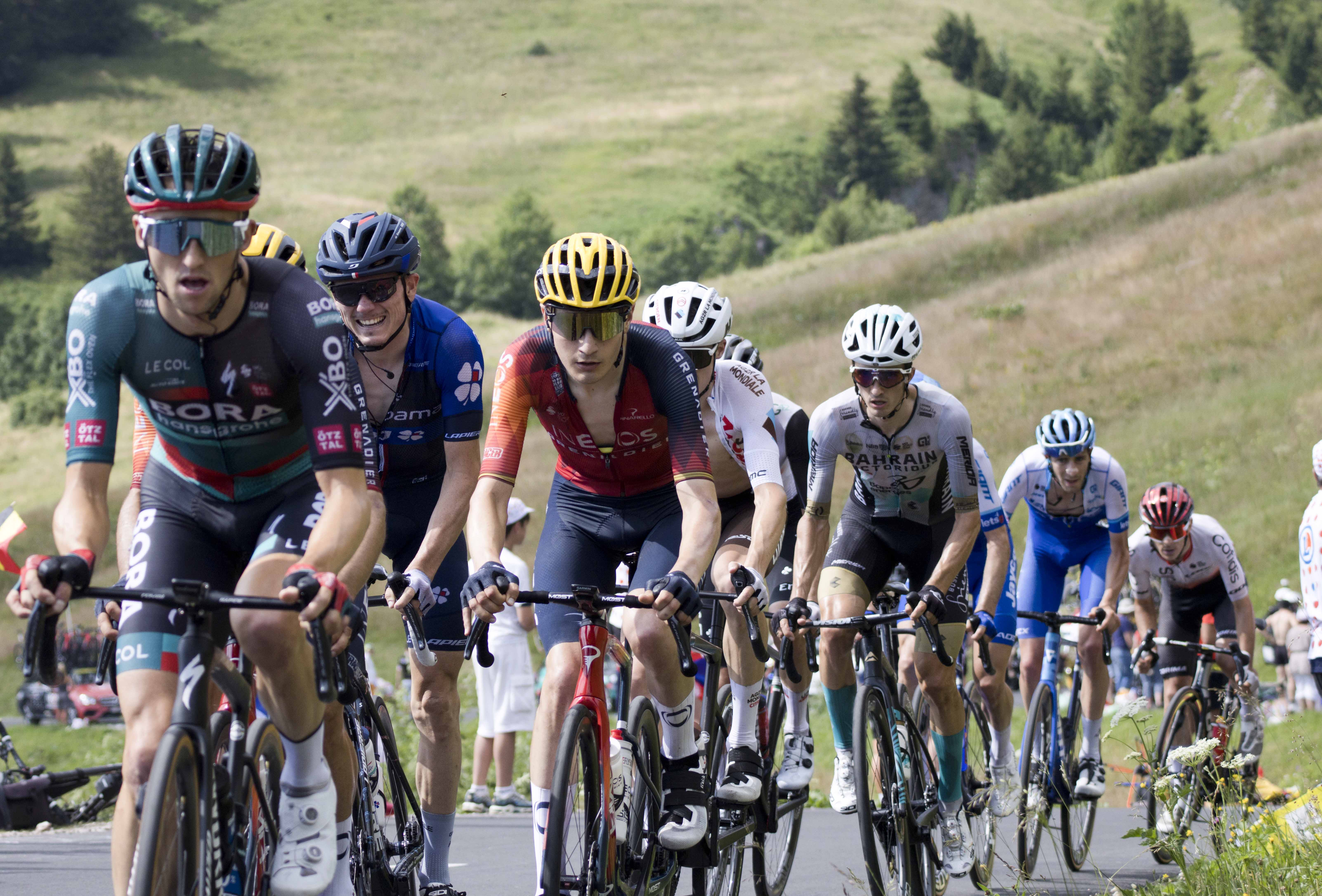
Turul Franței

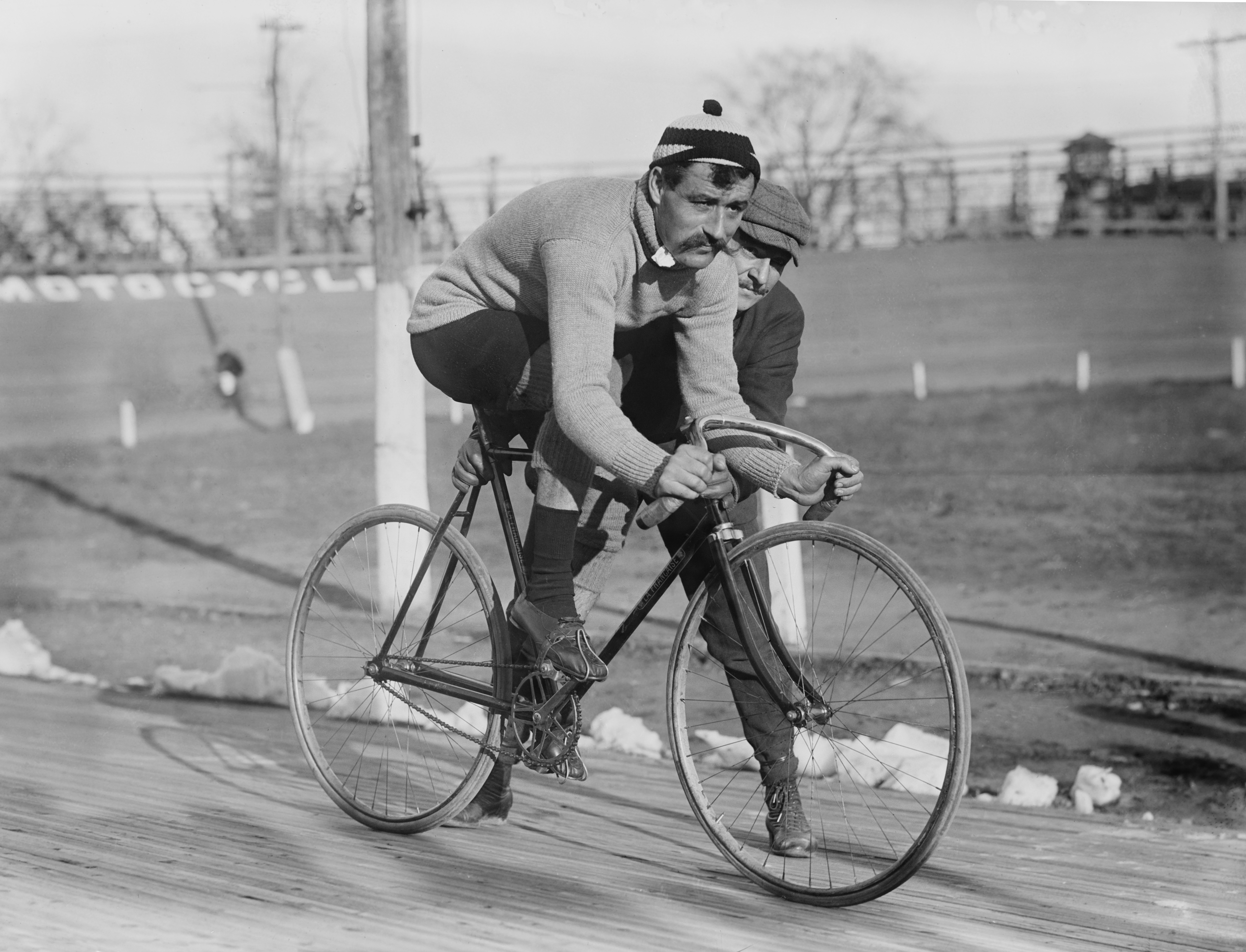
Curse de biciclete în 1909

La scurt timp după apariția bicicletelor, competițiile cicliste au apărut independent în mai multe părți ale lumii. Primele curse erau marcate de numeroase accidente datorită tipului de bicicletă boneshaker (cu cadru greu și roți din lemn cu inel metalic). În anii 1890, în timpul „Epocii de Aur a Ciclismului”, marile curse au devenit populare în Europa, dar și în Statele Unite și Japonia. Cea mai faimoasă cursă ciclistă din lume este Turul Franței, care a început în 1903.
În 1899, Charles Minthorn Murphy a devenit primul om care a parcurs o milă (aproximativ 1,8 km) cu bicicleta în mai puțin de un minut, pedalând în spatele unei locomotive pentru a beneficia de efectul de drafting, pe insula Long Island din New York.
Pe măsură ce bicicleta a evoluat în forme diferite, s-au dezvoltat și diverse formate de curse. Ciclismul rutier poate implica atât competiții individuale, cât și de echipă, desfășurate în mai multe moduri: de la curse de o zi, criterii urbane și contratimp, până la evenimente pe mai multe etape, precum Turul Franței și celelalte Mari Tururi ale ciclismului. 
Pentru curse pe velodrom, se folosesc biciclete speciale de pistă, fără frâne și cu un singur pinion. În schimb, ciclismul ciclocros se desfășoară în aer liber, pe teren mixt (asfalt, iarbă, noroi) și implică obstacole artificiale precum bariere mici, peste care cicliștii sar sau coboară de pe bicicletă și le trec pe jos. Contratimpul, un alt tip de cursă rutieră, presupune rularea contra cronometru, fie individual, fie în echipă. Pentru acest tip de curse, bicicletele sunt adaptate cu ghidoane aerodinamice.
Organizațiile de ciclism profesionist impun restricții asupra bicicletelor ce pot fi folosite în competiții. De exemplu, Uniunea Ciclistă Internațională (UCI) a decis, la sfârșitul anilor 1990, să introducă reguli care interzic bicicletele de competiție cu o greutate mai mică de 6,8 kilograme. Regulile UCI interzic, de asemenea, unele inovații în designul cadrului. Bicicletele cu poziție culcată au fost interzise în curse în 1934, după ce Marcel Berthet a stabilit un nou record al orei pe modelul său Velodyne streamliner (49,992 km pe 18 noiembrie 1933).
În ultimul deceniu, cursele de mountain bike au cunoscut o popularitate internațională tot mai mare și au devenit chiar disciplină olimpică.

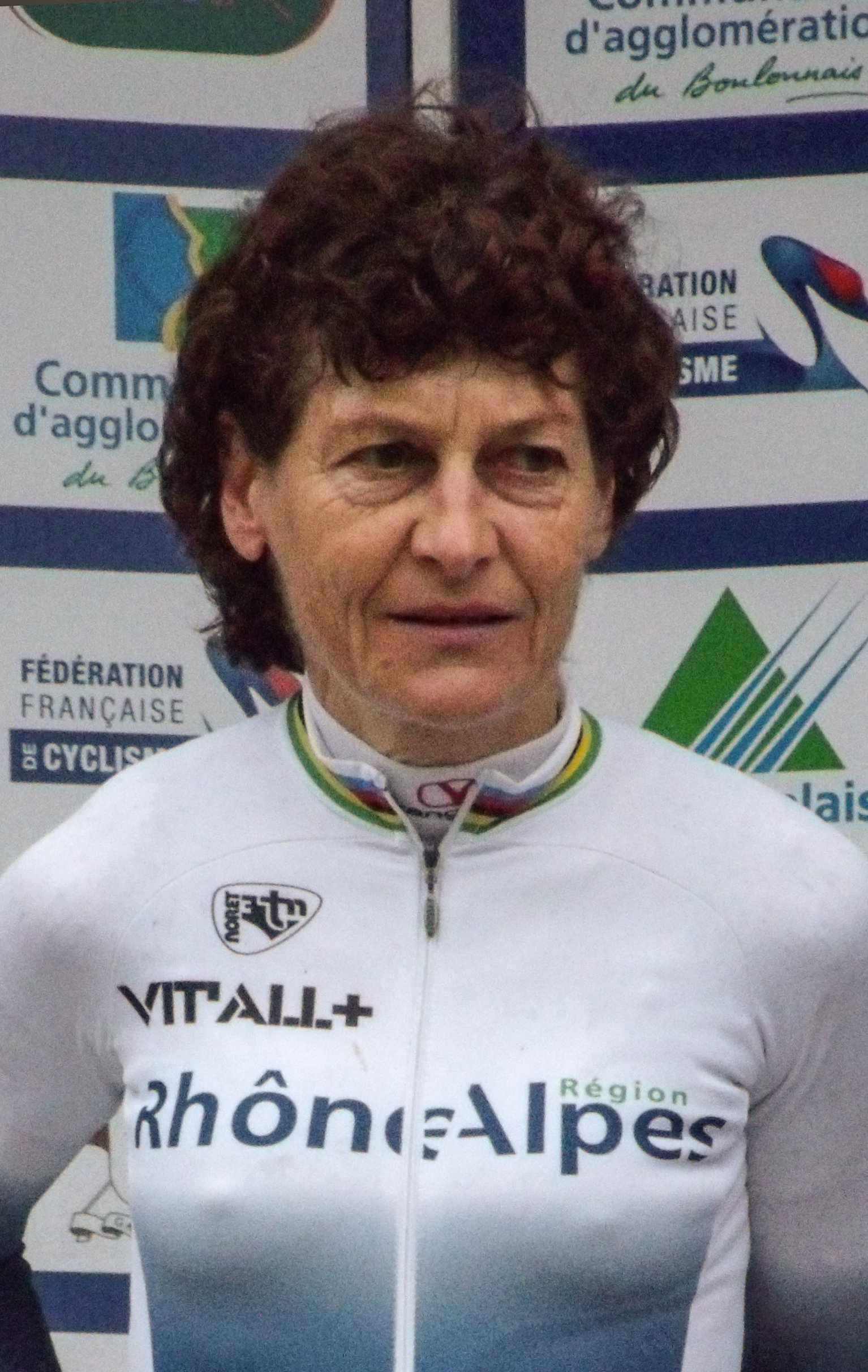
Jeannie Longo, campionă franceză în 2011

În funcție de format, durată și dificultate, cursele pot fi împărțite în:
- Cursa în linie (de fond) este una dintre cele mai clasice probe unde toți cicliștii pornesc în același timp, iar primul care trece linia de sosire este câștigătorul. O formă specială a acestui format este cursa de o zi ce implică o singură etapă.
- Cursa pe etape (tur) este compusă din mai multe etape ce pot include trasee montane, etape de plat, contratimpuri și alte criterii. Clasamentul general este stabilit în funcție de timpul total cumulat. Cele mai renumite exemple sunt Turul Franței, Turul Italiei și Turul Spaniei.
- Cățărarea (urcara) este o probă concentrată pe porțiuni montane sau cu pante, unde este necesară forță și rezistență la efort.
- Contratimpul, fie individual, fie pe echipe, este o probă ce constă în parcurgerea unui traseu într-un timp cât mai scurt, cu starturi decalate. Startul fiind în ordine inversă față de clasamentul anterior.
- Criterium-ul este o cursă rapidă, defășurată pe un circuit scurt și parcurs de mai multe ori într-un interval de timp (de obicei o oră). O formă specială a acestui format este cursa pe puncte (întâlnită mai ales pe velodrom) unde se acordă  puncte primilor clasați. Câștigătorul este determinat prin numărul total de puncte obținute.

### Cicliști notabili
- Eddy Merckx
- Gabriel Moiceanu
- Gheorghe Lăutaru
- Lance Armstrong
- Bradley Wiggins
- André Leducq
- Miguel Indurain
- Marco Pantani
- Eddy Merckx
- Jeannie Longo-Ciprelli

## Activism

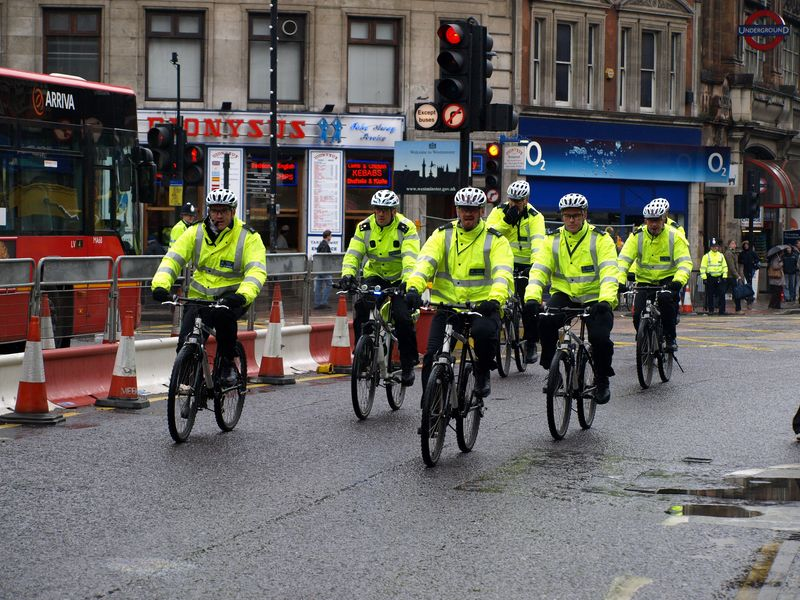
Poliția metropolitană patrulând pe biciclete în Londra

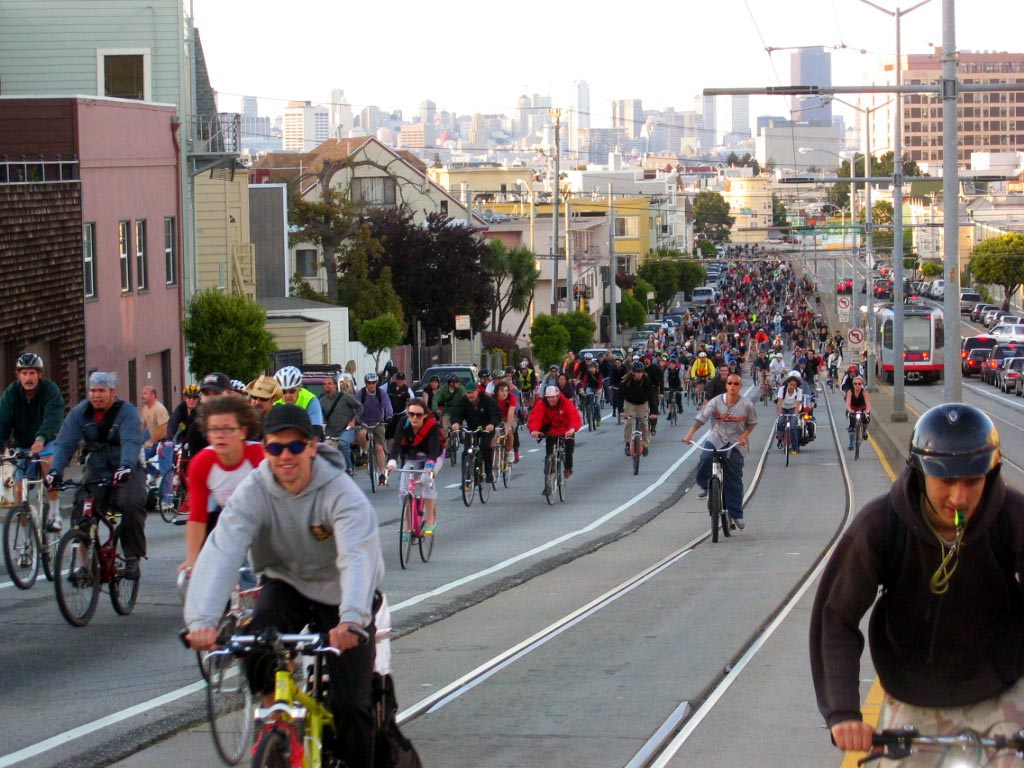
Masa Critică din San Francisco, 29 aprilie 2005

Activismul ciclist reunește o serie de eforturi care vizează promovarea bicicletei ca mijloc de transport viabil, durabil și incluziv. În general, acesta urmărește două teme interconectate: susținerea ciclismului ca alternativă la transportul motorizat și crearea unor condiții fizice și sociale care să încurajeze mersul pe bicicletă, atât în scop utilitar, cât și recreativ. Deși beneficiile mersului pe bicicletă în ceea ce privește mediul, economia și sănătatea comparativ cu utilizarea automobilului sunt larg recunoscute, metodele prin care ciclismul ar trebui promovat rămân subiecte de dezbatere.
Mulți activiști susțin extinderea infrastructurii dedicate ciclismului, precum benzi pentru biciclete, piste separate și trasee protejate, argumentând că astfel de facilități sporesc siguranța și fac ciclismul mai accesibil pentru publicul larg. Această viziune este susținută de date provenite din orașe în care investițiile în infrastructură au dus la creșterea numărului de cicliști și la reducerea accidentelor.
Pe de altă parte, adepții filozofiei ciclismul vehicular privesc cu scepticism infrastructura separată, considerând că aceasta poate marginaliza cicliștii și poate crea riscuri la intersecții. Ei promovează o abordare integrată și educativă în 4 pași:
- Educația tuturor participanților la trafic, pentru a înțelege regulile de circulație și a respecta drepturile cicliștilor;
- Încurajarea comportamentelor sigure și responsabile în rândul celor care folosesc bicicleta;
- Aplicarea legii, cu scopul de a proteja utilizatorii vulnerabili și de a sancționa comportamentele periculoase;
- Ingineria rutieră, care presupune proiectarea infrastructurii într-un mod care să faciliteze deplasarea sigură și egală pentru toți utilizatorii drumului, indiferent de mijlocul de transport ales.

Se remarcă un paradox în tendințele globale legate de ciclism: în multe țări în curs de dezvoltare, mersul pe bicicletă este în declin, fiind înlocuit de motociclete și automobile pe măsură ce veniturile cresc. În schimb, în țările dezvoltate, ciclismul cunoaște o renaștere, determinată de preocupările legate de sustenabilitate, calitatea vieții urbane și sănătatea publică. Un studiu din Germania indică faptul că persoanele cu un nivel mai ridicat de educație folosesc bicicleta semnificativ mai des, chiar și în condiții socioeconomice similare.

## Ciclismul ca mijloc de transport

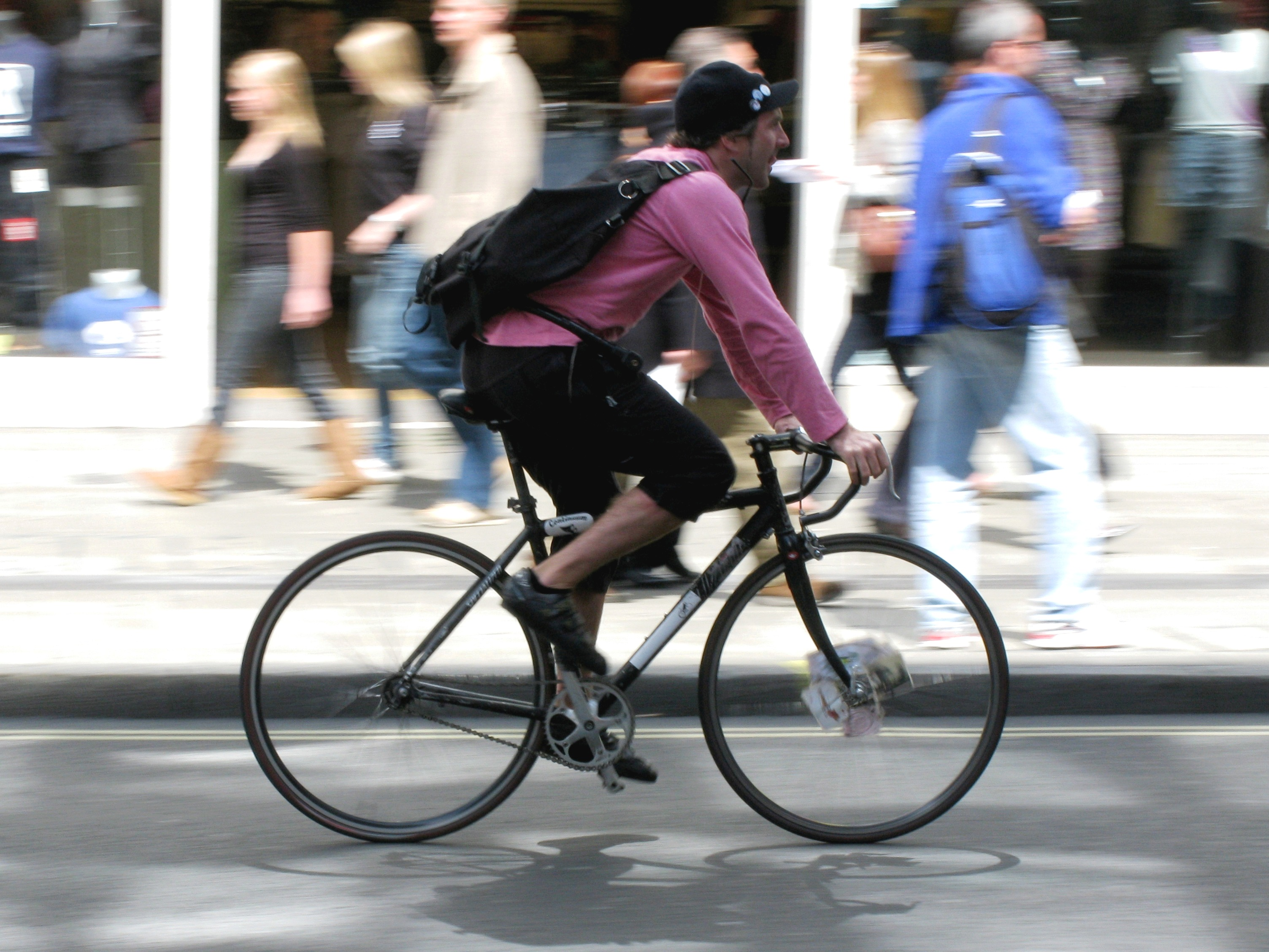
Curier în Londra

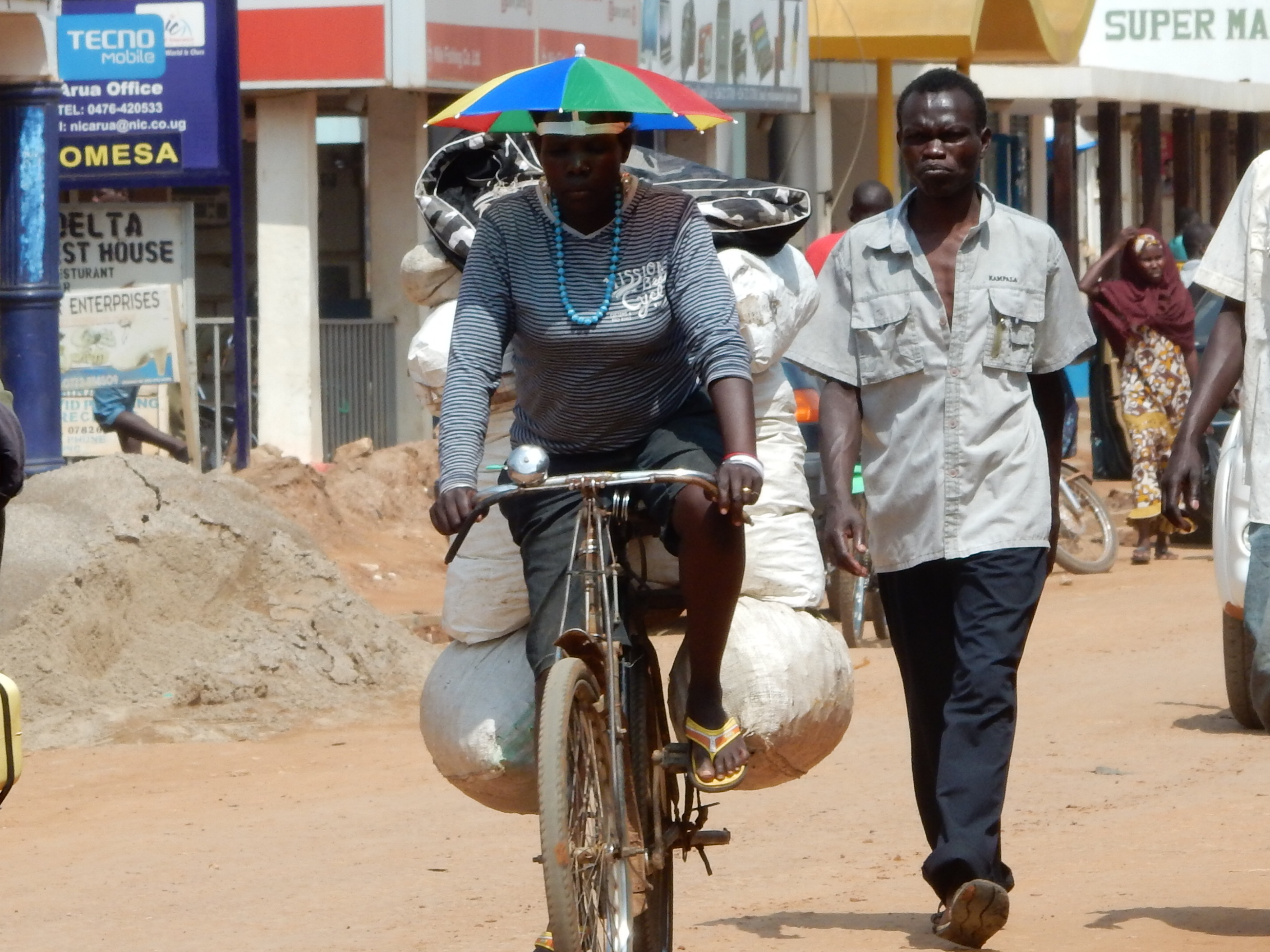
O femeie se plimbă cu mărfuri pe bicicletă în nord-vestul Ugandei

Ciclismul este larg recunoscut ca un mod de transport eficient și eficace, optim pentru distanțe scurte și medii.
Bicicletele oferă numeroase avantaje în comparație cu vehiculele motorizate, printre care se numără exercițiul fizic constant implicat în mersul pe bicicletă, ușurința parcării, manevrabilitatea crescută și accesul la drumuri, piste special amenajate și trasee rurale. Ciclismul presupune un consum redus de combustibili fosili, mai puțină poluare a aerului și fonică, emisii mai mici de gaze cu efect de seră și o reducere semnificativă a aglomerației din trafic. Aceste beneficii implică costuri mai mici atât pentru utilizatori, cât și pentru societate în general, datorită deteriorării neglijabile a infrastructurii rutiere și a necesarului mai redus de spațiu pentru drumuri.
Printre dezavantajele ciclismului se numără necesitatea de a avea o anumită abilitate de bază pentru a menține echilibrul (cu excepția tricicletelor sau cvadricicletelor), protecția redusă în caz de accident în comparație cu vehiculele motorizate, durata mai mare de deplasare (cu excepția zonelor dens populate), vulnerabilitatea la condițiile meteo, dificultatea de a transporta pasageri. Mersul pe bicicletă pe distanțe medii sau lungi presupune un nivel minim de condiție fizică.

## Efecte asupra sănătății
Ciclismul aduce o varietate de beneficii pentru sănătate și reduce riscul de cancer, boli cardiovasculare și diabet, afecțiuni des întâlnite în stilurile de viață sedentare. Bicicletele staționare sunt folosite și în recuperarea medicală după leziuni ale membrelor inferioare, în special după operații la șold. Persoanele care merg regulat cu bicicleta au raportat și îmbunătățiri ale sănătății mintale, cum ar fi reducerea stresului perceput și creșterea vitalității.

### Exercițiu fizic

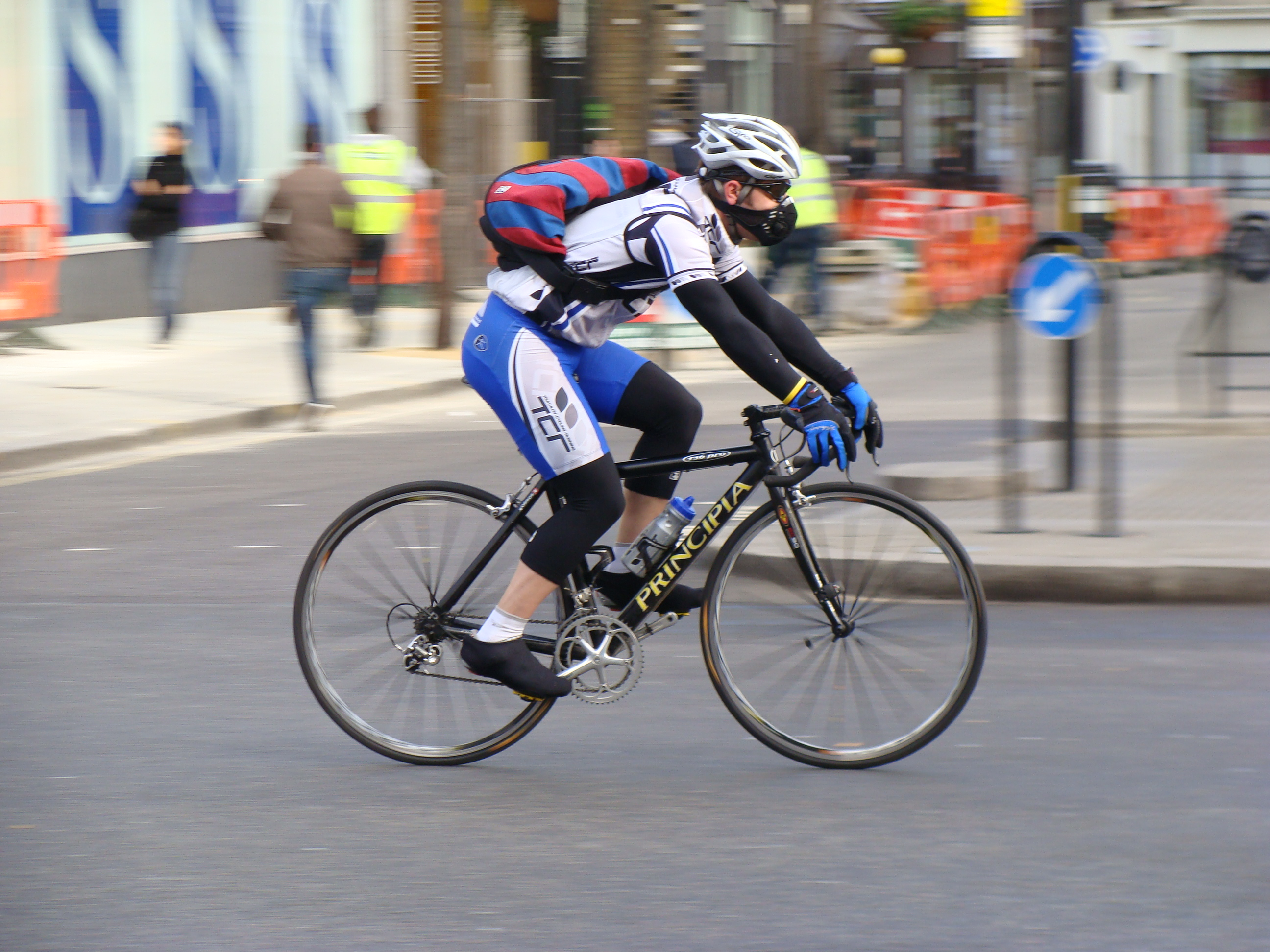
Ciclist echipat: îmbrăcăminte specială, mască pentru poluare, ochelari întunecați și cască

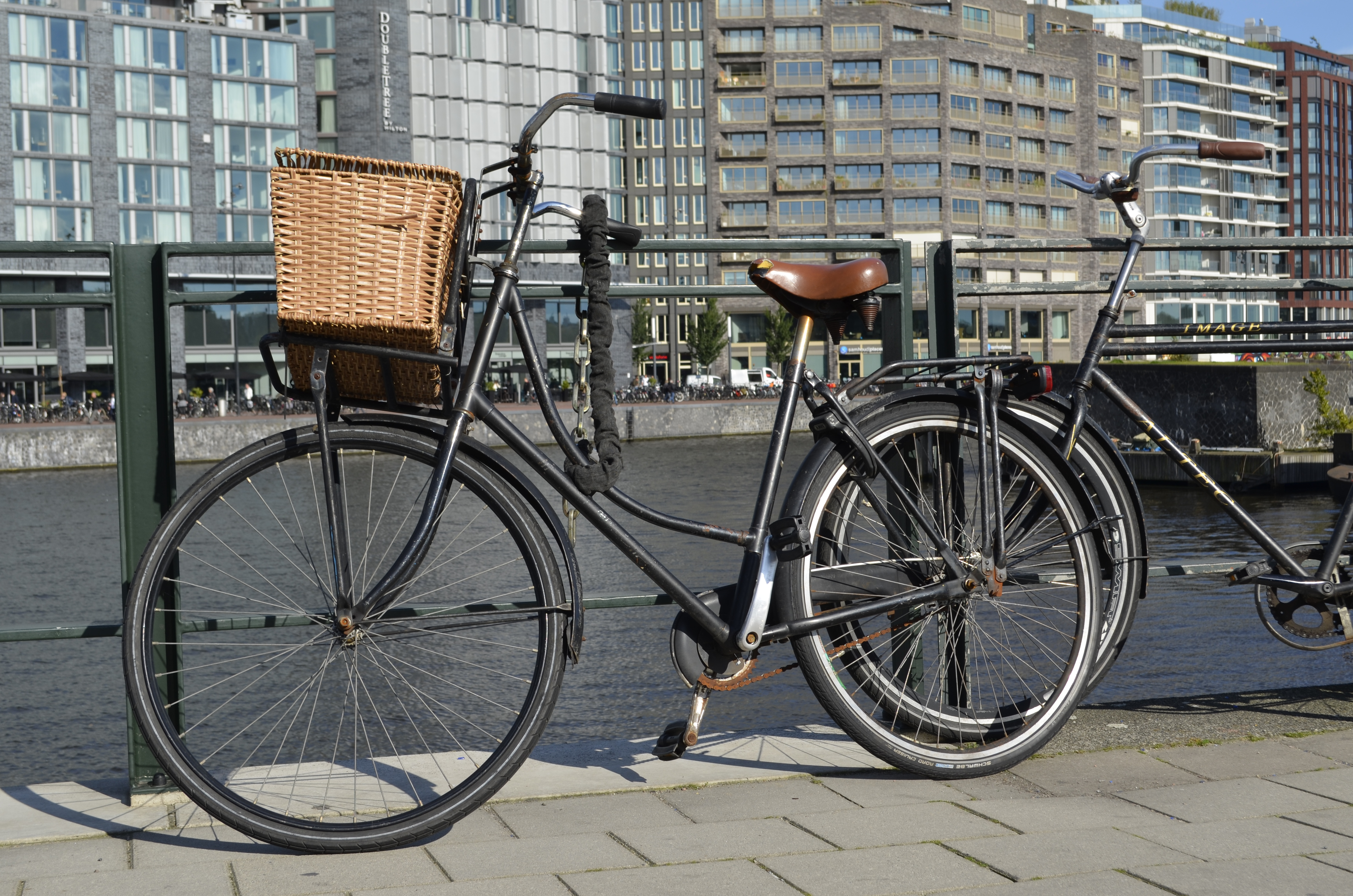
Bicicletă în Amsterdam

Exercițiul fizic obținut prin mersul pe bicicletă este asociat cu îmbunătățirea sănătății și stării de bine. Potrivit Organizației Mondiale a Sănătății, inactivitatea fizică este al doilea cel mai mare risc pentru sănătate în țările dezvoltate, după fumat, și este asociată cu o creștere de 20–30% a riscului de cancer, boli cardiovasculare și diabet, precum și cu costuri de zeci de miliarde de euro în sistemul de sănătate. 
Bicicleta este adesea utilizată de persoanele care doresc să-și îmbunătățească forma fizică și sănătatea cardiovasculară. Ca formă de exercițiu aerobic, ciclismul îmbunătățește circulația sângelui și lucrează mai multe grupe musculare. Fiind o activitate care poate avea și scop practic (transport), ciclismul necesită mai puțină disciplină autoimpusă decât alte forme de exercițiu.
Ciclismul așezat este un exercițiu cu impact redus, care, asemenea înotului, are efect minim asupra densității osoase. În schimb, mersul în picioare pe bicicletă implică mai multă greutate pe picioare și poate stimula mai bine oasele, dar practicat în exces poate cauza leziuni la genunchi. Deși anterior se credea că acest stil este mai ineficient energetic, cercetări recente au demonstrat că, atunci când este executat corect, nu există pierdere de energie semnificativă, în afară de rezistența aerului.
Ciclismul pe bicicletă staționară este frecvent recomandat în recuperarea medicală, în special pentru leziunile membrelor inferioare, datorită impactului redus asupra articulațiilor. Este folosit frecvent în programele de reabilitare a genunchiului, pentru întărirea cvadricepsului fără a pune presiune excesivă pe ligamente. Ajustarea înălțimii șeii și a poziției pedalei poate reduce stresul articular. Ciclismul este de asemenea utilizat după intervenții chirurgicale la șold, pentru a facilita vindecarea țesuturilor moi, reducerea inflamației și a durerii și pentru a restabili mobilitatea mai devreme în procesul de recuperare.

### Sănătatea mentală

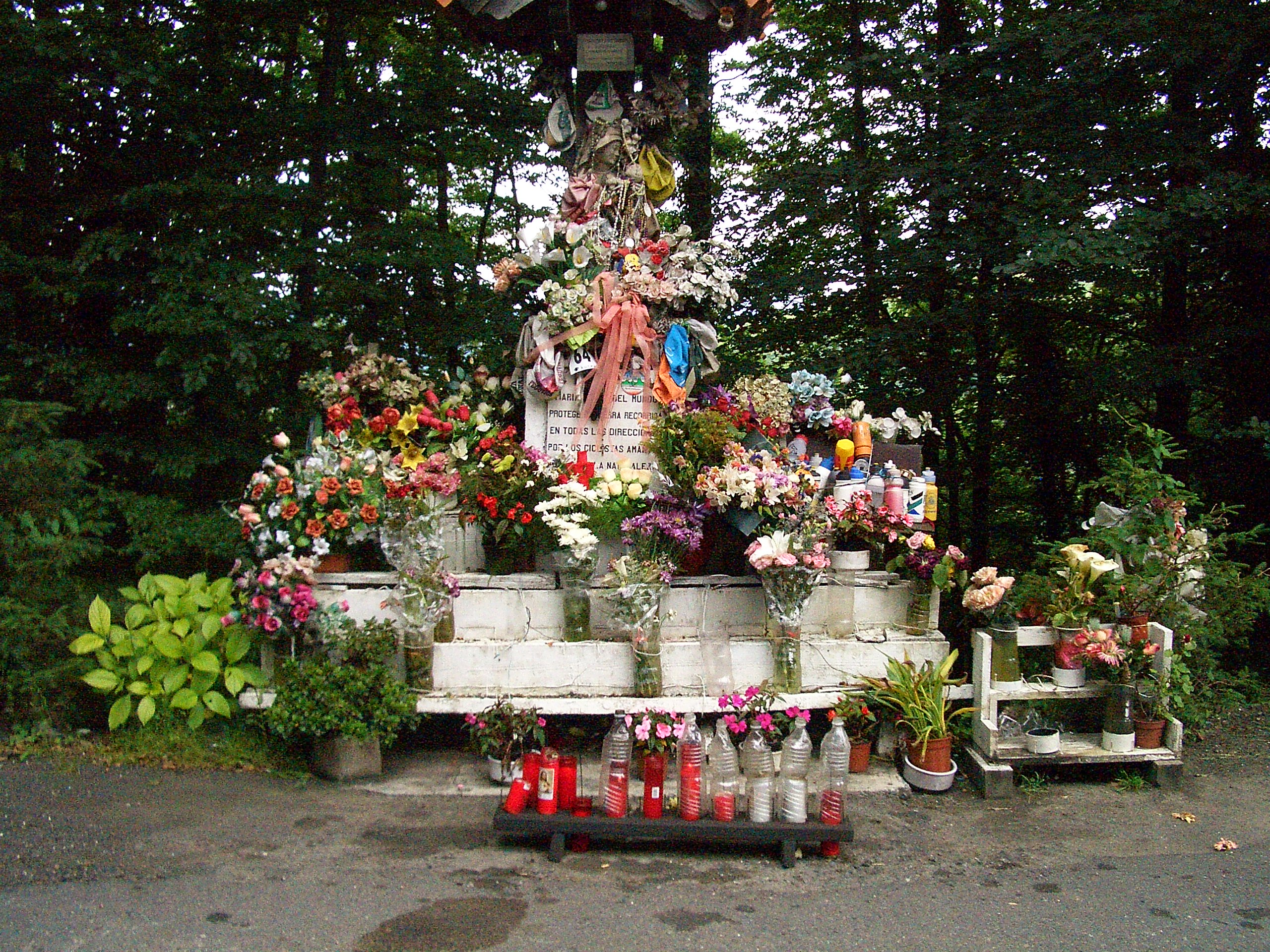
Fecioara Maria a fost venerată ca sfânt protector al bicicliștilor pe drumurile din Țara Bascilor

Efectele mersului pe bicicletă asupra sănătății mintale generale au fost frecvent studiate. Un studiu european care a intervievat participanți din șapte orașe, evaluând starea de sănătate percepută în funcție de mijlocul principal de transport, a raportat rezultate favorabile în rândul utilizatorilor de bicicletă. Aceștia au declarat, în mare parte, o stare bună de sănătate percepută, niveluri mai scăzute de stres, o sănătate mintală mai bună, o vitalitate crescută și un sentiment redus de singurătate. Studiul a asociat aceste rezultate cu posibile beneficii economice și cu senzațiile de independență și de identitate ca membri ai unei comunități de cicliști.

## Tipuri de accidentări
Accidentele sunt de două feluri:

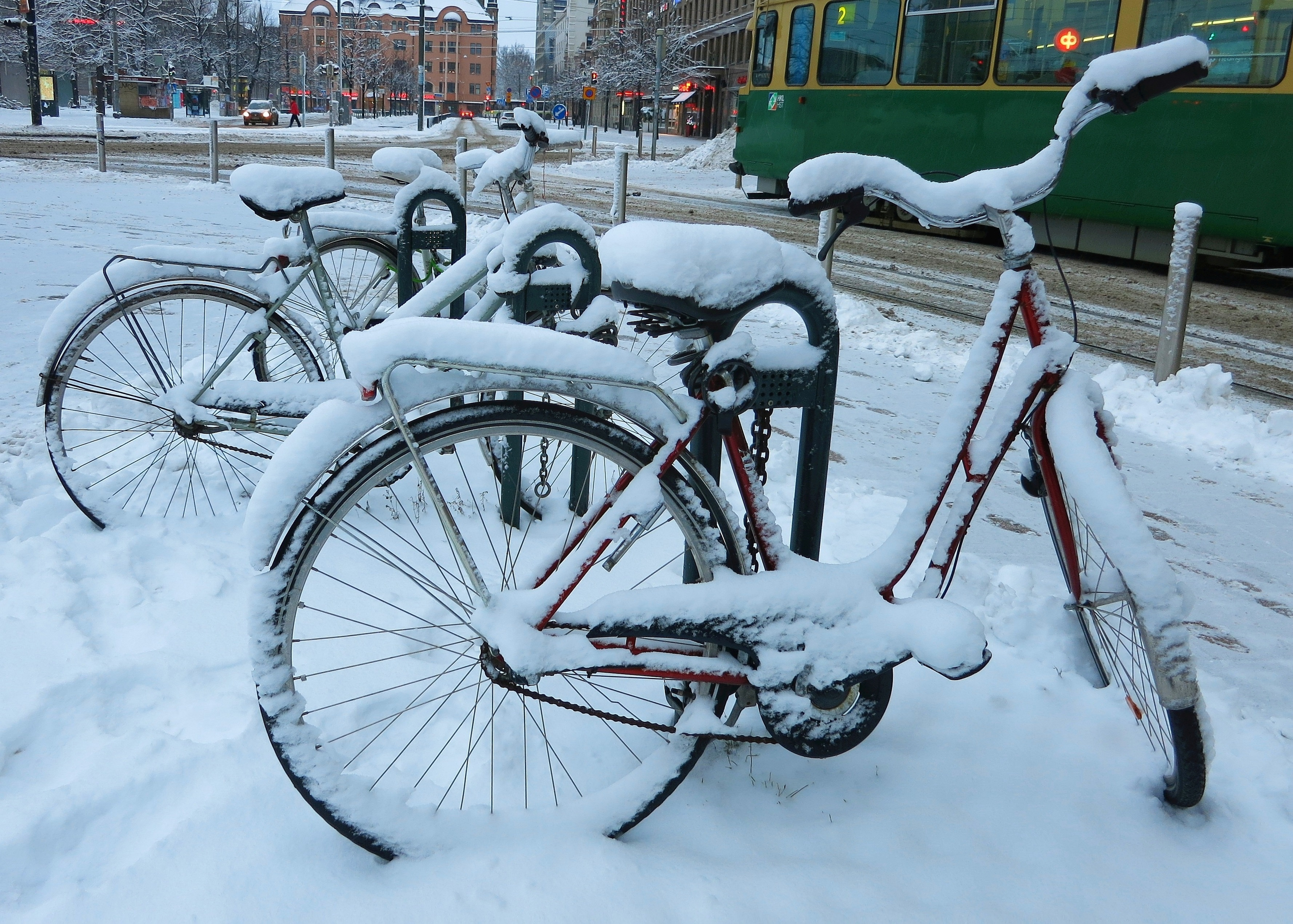
Biclete în Helsinki

- Traume fizice (externe), precum lovituri la cap sau membre, cel mai frecvent în coliziuni cu mașini. Separarea pistelor de trafic reduce semnificativ accidentele.
- Traume interne (accidente prin suprasolicitare), precum dureri la genunchi, spate, gât, mâini sau regiunea pelviană. Acestea apar mai ales din ajustări greșite ale bicicletei sau din antrenamente excesive.[52][53][54]

O șa nepotrivită sau poziționată greșit poate duce la dureri articulare, leziuni nervoase sau disfuncții sexuale la bărbați, în special prin presiunea prelungită pe perineu. Șeile fără vârf educ această presiune și sunt recomandate pentru utilizare profesională.
Un mit frecvent este că cicliștii inhalează mai multă poluare. De fapt, unele studii arată că nivelul de poluanți este mai mare în interiorul mașinilor. Deși cicliștii inhalează mai mult aer din cauza efortului, beneficiile asupra sănătății depășesc riscurile, cu un câștig de viață estimat între 3 și 14 luni, față de o pierdere estimată la cel mult 40 de zile din cauza poluării.

## Viteza
Viteza medie la mersul pe bicicletă este, în general, cuprinsă între 10 și 25 km/h. O bicicletă cu asistență electrică limitată îl ajută pe ciclist până la o viteză de 25 km/h, iar unele modele chiar până la 45 km/h. În Turul Franței, viteza medie maximă atinsă de un ciclist este de aproximativ 47 km/h. Recordul mondial absolut de viteză atins cu o bicicletă special construită (fără asistență motorizată), pe o pantă, este de 223,3 km/h.
O bicicletă pusă în mișcare se deplasează ușor și eficient pe teren plat. Pe pante, însă, este nevoie de un efort suplimentar pentru a învinge diferența de nivel, luând în calcul greutatea bicicletei, a ciclistului și eventual al bagajului. O cutie de viteze reduce efortul prin oferirea unei raportări mai favorabile. În competițiile profesionale, precum Turul Franței, cicliștii pot atinge la coborâri din munți viteze de peste 100 km/h.

## Condiții de mediu

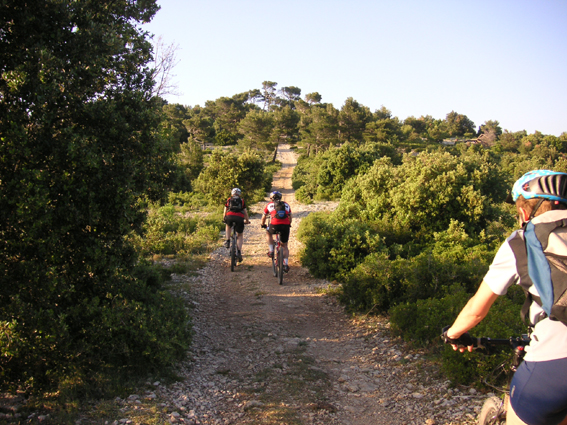
Traseu de biciclete

Majoritatea tipurilor de biciclete nu oferă protecție față de condițiile meteo, astfel că în cazul vremii instabile, pe distanțe mai lungi, se utilizează îmbrăcăminte specială de protecție.
Vântul din spate facilitează deplasarea. În schimb, vântul din față crește rezistența aerodinamică și necesită mai mult efort din partea ciclistului. Vântul lateral puternic sau în rafale poate îngreuna menținerea direcției.
La temperaturi ridicate, vântul generat de deplasare reduce senzația de căldură. La temperaturi scăzute, efectul de „windchill” intensifică senzația de frig. Transpirația acumulată și evaporată ulterior răcește corpul în mod întârziat, ceea ce poate duce la o senzație suplimentară de frig. Îmbrăcămintea funcțională modernă ajută, în general, la eliminarea umezelii de pe corp.
Pe distanțe scurte, îmbrăcămintea specială nu este de regulă necesară. În cazul traseelor mai lungi pe timp de ploaie, se folosesc adesea haine impermeabile. Totuși, echipamentele moderne oferă adesea doar un compromis între respirabilitate și impermeabilitate.